# Eurocentrum

Evropský dům v Praze, Jungmannova 24

Eurocentrum je označení míst v Česku, kde je možné získat kvalifikované informace o Evropské unii (EU) a evropské integraci. Eurocentra poskytují občanům informační servis o aktuálním dění v Evropské unii, přinášejí novinky související s Evropskou unií v konkrétním kraji a specializují se také na informování o evropských fondech. Pořádají se zde debaty, semináře o čerpání evropských dotací a dopadu evropských politik na občany, konference, filmové večery, výstavy obrazů a fotografií, exkurze a výukové programy o EU pro základní a střední školy. Síť Eurocenter je součástí Integrovaného informačního systému o EU, který spadá do kompetence odboru informování o evropských záležitostech Úřadu vlády ČR.
Centrum české sítě Eurocenter se nachází v budově zvané Evropský dům v Praze v Jungmannově ulici 24. Tam je také sídlo redakce webového portálu Euroskop.cz, bezplatné informační linky Eurofon 800 200 200, zastoupení Evropské komise v České republice a kanceláře Evropského parlamentu v České republice.

## Pobočky
Pobočky Eurocenter jsou v těchto českých městech:
- Eurocentrum Brno (v budově Ústavu územního rozvoje)
- Eurocentrum České Budějovice
- Eurocentrum Hradec Králové (v budově Pivovaru Hradec Králové)
- Eurocentrum Jihlava
- Eurocentrum Karlovy Vary
- Eurocentrum Liberec
- Eurocentrum Olomouc
- Eurocentrum Ostrava
- Eurocentrum Pardubice
- Eurocentrum Plzeň – galerie[9]
- Eurocentrum Praha
- Eurocentrum Ústí nad Labem
- Eurocentrum Zlín